# Rio Shinfa
O rio Shinfa é um curso de água do noroeste da Etiópia e um importante afluente do rio Atbarah.